# 1698 en santé et médecine
| Années de la santé et de la médecine : 1695 - 1696 - 1697 - 1698 - 1699 - 1700 - 1701    |
| Décennies de la santé et de la médecine : 1660 - 1670 - 1680 - 1690 - 1700 - 1710 - 1720 |

Cet article présente les faits marquants de l'année 1698 en santé et médecine.

## Publications
- Histoire des plantes qui naissent aux environs de Paris de Joseph Pitton de Tournefort (1656-1708), botaniste qui a étudié la médecine à Montpellier[1].

## Décès
- Août : Nicolas Venette (né en 1633), médecin, sexologue et écrivain français[2].
- 4 novembre : Rasmus Bartholin (né en 1625), médecin danois qui étudia la biréfringence du spath d'Islande[3].

### Date non précisée
- Moyse Charas (né en 1619), pharmacien français.